# Podul Francis Scott Key din Baltimore
Podul Francis Scott Key a fost un pod arc de oțel care traversa cursul inferior al râului Patapsco și ducea în portul Baltimore. Peste pod trecea autostrada 695 Maryland între Baltimore și Dundalk, ambele în statul Maryland, Statele Unite. Ieșirea din orașul Baltimore către comitatul Baltimore trecea și printr-o mică parte a comitatului Anne Arundel. Acest fapt a făcut ca zona să fie numită Outer Harbour Crossing (Trecerea din afara portului). În 1976 în timp ce podul era în construcție zona a fost cunoscută și sub numele de Podul Key sau Podul Centurii. Zona principală a podului, de 1.200 picioare (366 m), a fost a treia cea mai lungă deschidere continuă a unui pod, la nivel mondial. Podul Francis Scott Key a fost al doilea cel mai lung pod din zona metropolitană Baltimore, după Podul Chesapeake Bay.
Podul a fost deschis pe 23 martie 1977, și a primit numele poetului Francis Scott Key (1779–1843), autorul imnului național american, „The Star-Spangled Banner”. 
Podul avea 8.636 picioare (2.632 m) lungime și pe el treceau aproximativ 11,5 milioane de vehicule anual. Era o rută desemnată pentru camioane ce transportau materiale periculoase a căror ieșire din port pe celelalte căi, tunelurile Baltimore Harbour și Fort McHenry, era interzisă.
Taxarea pe podul Key era operată de Autoritatea de Transport din Maryland (MDTA). Începând cu 1 iulie 2013, taxa de trecere pentru mașini era de 4 dolari. Podul făcea parte din sistemul E-ZPass și includea două benzi E-ZPass dedicate în zona de taxare, atât în direcția nord cât și în direcția sud. Din 30 octombrie 2019, plata pentru trecerea podului s-a automatizat complet, plățile numerar nemaifiind acceptate.
Deschiderile principale ale podului au fost distruse pe 26 martie 2024, când portcontainerul MV Dali s-a izbit de unul dintre stâlpii săi de susținere, ducând la distrugerea completă a acestora.

## Istoric
În anii 1960, vechea Comisie a Drumurilor din statul Maryland a concluzionat necesitatea unei a doua ieșiri din port după ce tunelul Baltimore Harbour Thruway and Tunnel a fost deschis în 1957. Ea a început să planifice un alt tunel cu un singur tub pe sub râul Patapsco, mai spre sud-est, în aval de tunelul din portul Baltimore. 
În același timp, era în stadiu de planificare un pod pentru segmentul unei autostrăzi pentru Coasta de Est care urma să treacă prin oraș. Acest plan a fost înlocuit cu tunelul care este acum cunoscut sub numele de Fort McHenry Tunnel, o instalație cu patru tuburi care trece pe sub râu și care a fost inaugurată în 1985.

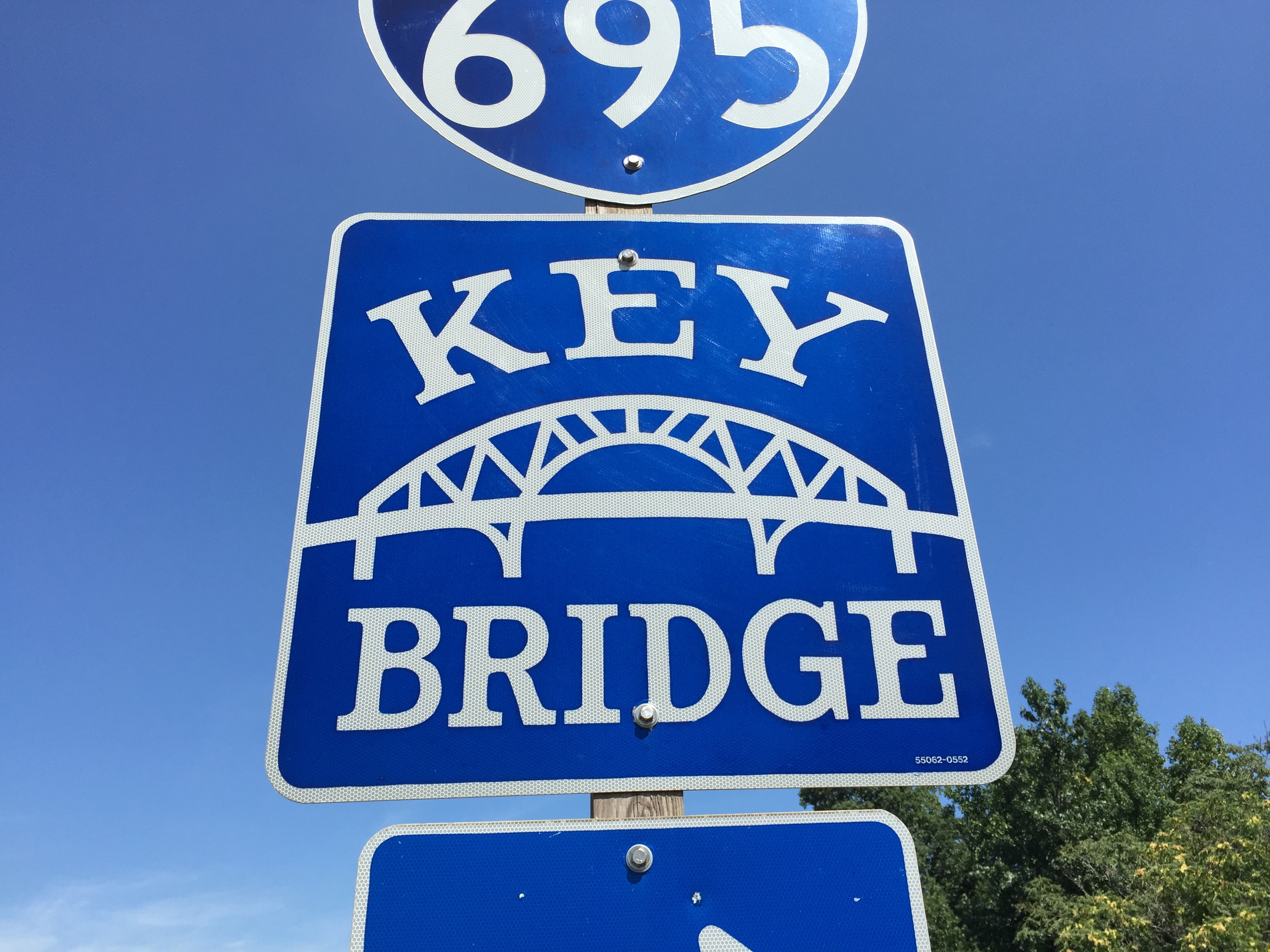
Semn pentru podul Key folosit pe drumurile de apropiere

Proiectul a fost finanțat cu 220 milioane de dolari , prin emisiune de obligațiuni. Ofertele pentru construirea tunelului propus au fost deschise în iulie 1970, dar propunerile de preț au fost substanțial mai mari decât estimările inginerilor. Oficialii au elaborat planuri alternative, inclusiv un pod cu patru benzi, pe care Adunarea Generală l-a aprobat în aprilie 1971.
Paza de Coastă a Statelor Unite și-a dat în iunie 1972 avizul pentru construirea podului, înlocuind o aprobare anterioară acordată pentru tunel din partea Corpului de Geniu al Armatei. Construcția Outer Harbour Bridge a început în 1972, cu câțiva ani întârziere și depășind bugetul cu 33 milioane de dolari.
Podul a primit numele în 1976, când încă era în faza de construcție, după Francis Scott Key, cel care a scris „The Star-Spangled Banner” după ce fusese martor la bombardarea Fortului McHenry în timpul bătăliei de la Baltimore din septembrie 1814. Key se aflase în timpul atacului la bordul unei nave americane împreună cu flota Marinei Regale britanice în portul Baltimore, lângă Sollers Point; locația aproximativă este la circa 100 yarzi (91 m) de pod și este marcată cu o geamandură în culorile drapelului SUA. Un alt pod Francis Scott Key, cu nume similar, traversează râul Potomac din Washington, DC.
Podul Key a fost deschis traficului pe 23 martie 1977. Podul avea 10,9 mile (17,54 km) în lungime. Printre alte structuri aflate de-a lungul drumului se numărau 0,64 mile (1,03 km) de poduri mobile cu două deschideri peste Curtis Creek și două structuri de poduri paralele 0,74 mile (1,19 km) peste Bear Creek.
Podul a fost inaugurat cu patru benzi de circulație, însă drumurile de acces spre el aveau doar două benzi, pentru a reduce costurile. Pe partea sudică accesul a fost extins în 1983. Un proiect pentru partea nordică a fost finalizat în 1999, după câțiva ani de întârzieri.

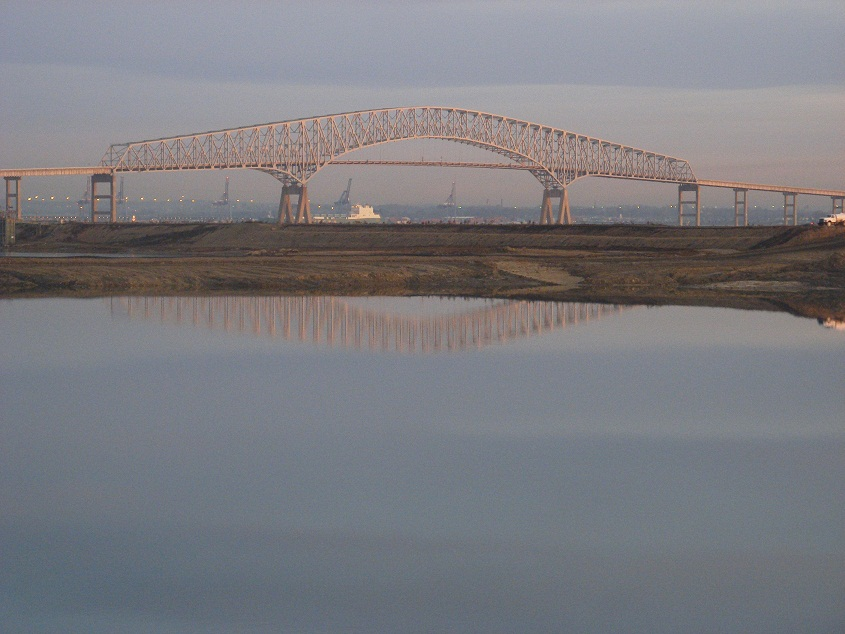
Podul Key Bridge cu orașul Baltimore în fundal, vedere din Cox Creek Industrial Park, noiembrie 2011
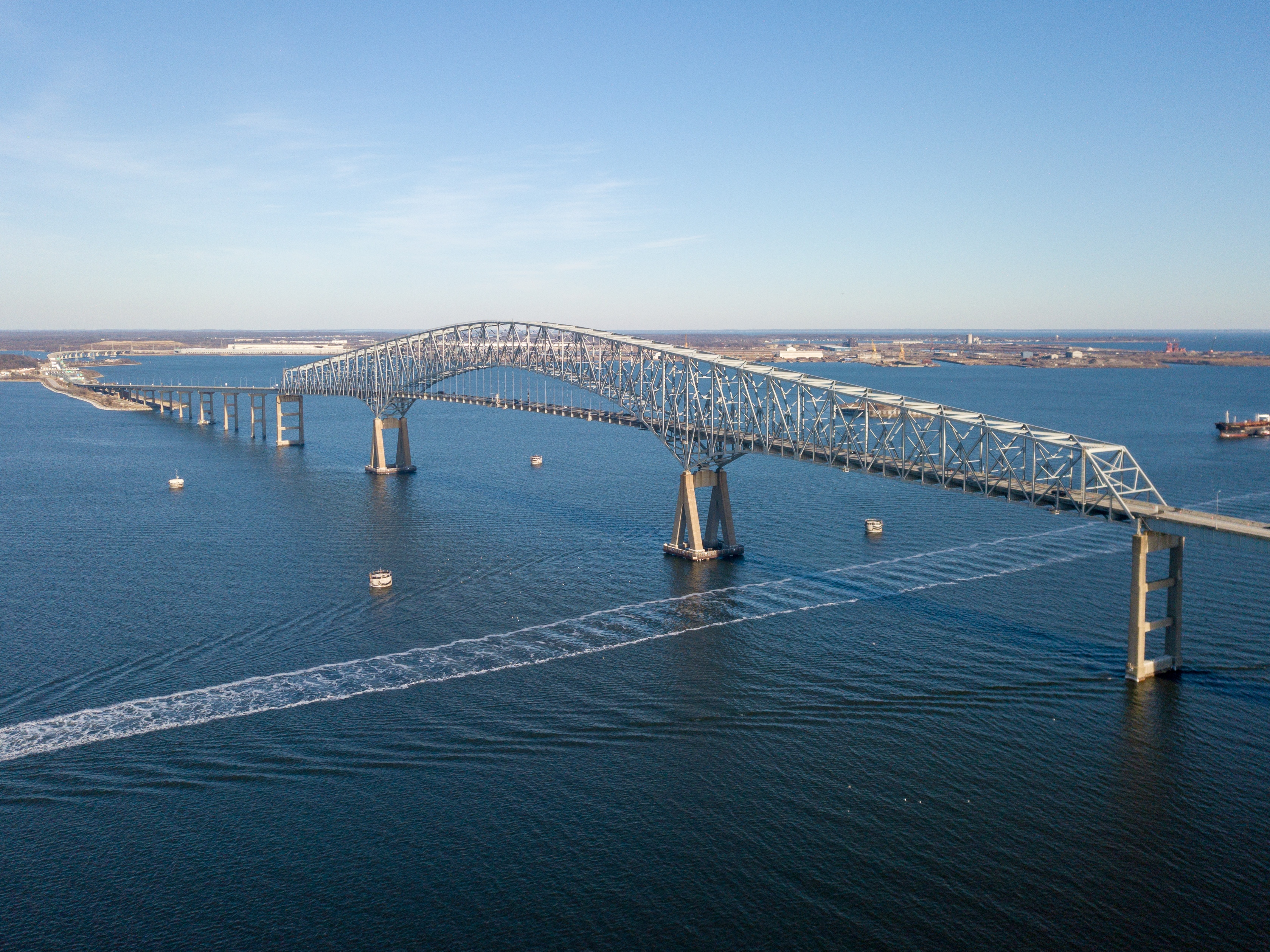
Podul Key înspre nord-est, în distanță se văd Sparrows Point, Bethlehem Steel Corporation și portul, februarie 2018
- Trecere peste pod, noiembrie 2023

### Prăbușirea
Pe 26 martie 2024, la ora 01:27 EDT (05:27 UTC), deschiderile principale ale podului s-au prăbușit după ce postcontainerul Dali din Singapore a rămas fără motor și s-a ciocnit de unul dintre stâlpii de sprijin. Prăbușirea a fost declarată „un incident cu victime în masă”. Explorarea cu sonarul a detectat mai multe vehicule sub apă; două persoane au fost scoase în viață din râu, în timp ce cel puțin șase sunt încă dispărute.
Președintele în exercițiu al SUA la data prăbușirii, Joe Biden, a declarat că intenționează să ceară Congresului să finanțeze reconstrucția podului și a spus că toate resursele sunt puse la dispoziție pentru a ajuta la remedierea efectelor incidentului. El a spus că plănuiește să viziteze Baltimore în zilele următoare.